# Das blaue Licht (1932)
Das blaue Licht ist ein mystisch-romantischer Bergfilm aus dem Jahre 1932. Leni Riefenstahl spielte in diesem Film die Hauptrolle.

## Handlung
Von der Spitze des Monte Cristallo erstrahlt in Vollmondnächten ein geheimnisvolles, blaues Licht, das schon viele junge Männer zum nächtlichen Aufstieg verführt und in den Tod gerissen hat. Die abergläubischen Dorfbewohner geben dem Bergmädchen Junta die Schuld und fürchten es als Hexe. Junta kennt als einzige den Weg zum blauen Licht, das von einer Kristallgrotte ausgeht, die im Mondlicht schimmert. Eines Tages folgt ihr der Maler Vigo heimlich in die Berge. Er verrät Juntas Geheimnis und löst eine Katastrophe aus, indem er mit dem Abbau der Kristalle aus der Grotte beginnt. Juntas „Schatz“ existiert nun nicht mehr. Voller Enttäuschung ist sie beim Abstieg unachtsam und stürzt ab. Am nächsten Morgen findet sie der Maler Vigo tot auf.

## Produktion
Bei der ersten Aufführung des Films 1932 war unter Regie ausschließlich Béla Balázs genannt. Nach der „Machtergreifung“ der Nationalsozialisten im Jahr 1933 ließ Riefenstahl sich im Vorspann als alleinige Regisseurin eintragen.  Mithilfe von Julius Streicher brachte sie den ungarischen Juden Balázs um sein zurückgestelltes Honorar. Seither gilt Das blaue Licht als das Regiedebüt Leni Riefenstahls, die als Schauspielerin in den Bergfilmen Arnold Fancks bekannt geworden war. Gedreht wurde, auch wenn der Film am Monte Cristallo bei Cortina d’Ampezzo spielt, im Tessin, in der Brentagruppe und im Sarntal.
Da Riefenstahl über die Jahre hinweg – je nach Umständen – immer wieder anders über die Entstehung des Films berichtete, gilt Hanno Loewys Untersuchung Das Menschenbild des fanatischen Fatalisten oder: Leni Riefenstahl, Béla Balázs und Das blaue Licht als zuverlässigere Quelle als Riefenstahl selbst.
Gustav Renkers Roman Bergkristall diente vermutlich als literarische Vorlage, hatten Arnold Fanck und Riefenstahl doch schon 1926 dessen Roman Heilige Berge als Der heilige Berg verfilmt. Riefenstahl selber nannte Tänze, Träume, Märchen und andere Inspirationen.
Der ungarische Drehbuchautor und Filmtheoretiker Béla Balázs schrieb unter Mitwirkung des in diesem Film ungenannten sehr erfolgreichen Drehbuchautors Carl Mayer das Drehbuch, das auf einem Entwurf von Riefenstahl basierte. Riefenstahl übernahm auch die Produktion und überzeugte „ihren alten Verehrer, den Produzenten Harry Sokal“ 50.000 Mark zu investieren. Balázs kam mit in die Alpen, um bei der Regie zu helfen, besonders wenn Riefenstahl vor der Kamera stand. Hinter der Kamera experimentierte sie auch: auf Balázs’ Rat hatte sie von der Agfa einen neuen infrarot-empfindlichen Film erworben, welcher mit grünen und roten Filtern vor der Kameralinse kombiniert, den Himmel am Tag schwarz erscheinen lässt, so dass Nachtszenen am Tag ohne Scheinwerfer gedreht werden konnten.

Zurück in Berlin, begann Arnold Fanck den Film zu schneiden, aber mit dem ersten Schnitt war Riefenstahl sehr unzufrieden, mit dem zweiten, an dem sie mitarbeitete, auch; dann nahm sie Fanck das Material weg, bis sie nach zwei Nervenanfällen ausschied und „Fanck als Freund“ die Arbeit wieder übernehmen musste, bis es Auseinandersetzungen zwischen ihm und Carl Mayer gab. 

„Leni Riefenstahl wird später in ihren Memoiren die Geschichte des Schnitts ‚ihres‘ Films anders erzählen. Fanck habe, ohne sie zu fragen, in einer Nacht den Film völlig umgeschnitten. ‚Was ich zu sehen bekam, war eine Verstümmellung [sic]. Was hatte Fanck mit meinem Film angerichtet! Ich habe nie erfahren, ob dies ein Racheakt war, oder ob er nur keine Beziehung zu dem Thema hatte.‘ Sie selbst habe, so behauptet sie nun, ihren Film gerettet, ihn allein aus tausend Röllchen neu geschnitten, bis ‚ein richtiger Film‘ daraus entstanden wäre.“

Die Rezeption in der Presse war zum großen Teil gut, sogar Carl Mayer wurde erwähnt, aber Arnold Fanck war schon aus dem Vorspann verschwunden. Nach der Machtergreifung der Nationalsozialisten verschwanden auch der Jude Béla Balázs und der Halbjude Harry Sokal aus dem Vorspann, schlimmer noch ging es Balázs: Riefenstahl zahlte ihm sein Honorar für die Mitarbeit am Film nicht aus und setzte stattdessen den vulgärantisemitischen Julius Streicher, Herausgeber des Stürmers auf ihn an: 

„Es gibt keine Informationen darüber, ob und wann Balázs begonnen hatte, auf rechtlichem Wege seine Ansprüche einzuklagen. Im Dezember 1933 jedenfalls erschien es Leni Riefenstahl ratsam, sich gegen Balázs auch publizistischer Unterstützung zu versichern. Am 11. Dezember schreibt sie – auf Briefpapier des Hotel Kaiserhof in Berlin, einem traditionellen Treffpunkt der NSDAP-Führung – eine Vollmacht: ‚Ich erteile Herrn Gauleiter Julius Streicher aus Nürnberg – Herausgeber des ‚Stürmer‘ – Vollmacht in Sachen der Forderung des Juden Belá Balacs [sic] an mich. Leni Riefenstahl‘“

Das Negativ des Films war nach Ende des Krieges von den Franzosen beschlagnahmt worden, aber aus Resten, die die Amerikaner ihr gaben, konnte sie den Film 1950 rekonstruieren. Diesmal reklamierte sie Regie, Drehbuch und Schnitt für sich selber, der schon am 17. Mai 1949 in Budapest gestorbene Béla Balázs wurde für seine Mitarbeit am Drehbuch genannt. Carl Mayers Verdienste um das Drehbuch, Arnold Fanck, der mit an Sicherheit grenzender Wahrscheinlichkeit für den Schnitt verantwortlich war, und der Produzent Harry Sokal blieben unerwähnt.
Die Fassung von 1950 ist mit 80 (oder in einer anderen Fassung 73) Minuten kürzer als die 86-minütige Originalfassung, weil die moderne Rahmenhandlung nicht wiederhergestellt wurde.